# Al Simmons (giocatore di baseball)
Aloysius Harry Simmons, nato Aloisius Szymanski (Milwaukee, 22 maggio 1902 – Milwaukee, 26 maggio 1956), è stato un giocatore di baseball statunitense che ha giocato nel ruolo di esterno nella Major League Baseball (MLB). È stato introdotto nella National Baseball Hall of Fame nel 1953.

## Carriera
Nella sua seconda stagione con i Philadelphia Athletics (1925), Simmons guidò l'American League con 253 valide, con una media battuta di .387, 24 fuoricampo e 129 punti battuti a casa (RBI), classificandosi secondo nel premio di MVP dell'American League. Nelle successive tre stagioni, batté rispettivamente con .341, .392 and .351, finendo quinto nel premio di MVP del 1926 e quarto nel 1927.

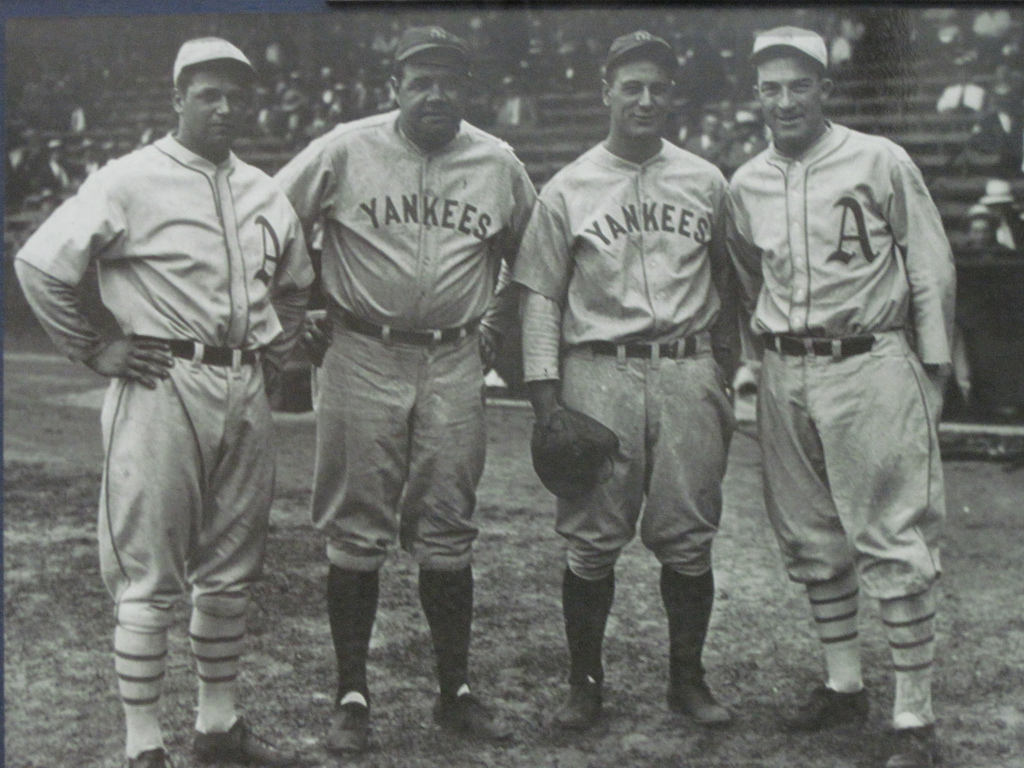
(Da sinistra a destra) Jimmie Foxx, Babe Ruth, Lou Gehrig e Simmons

Simmons guidò gli A's al pennant della AL nel 1929, finendo 18 gare davanti ai New York Yankees. La squadra batté poi i Chicago Cubs in cinque gare nelle World Series. Quella stagione batté con .365 con 34 home run e guidando la AL con 157 RBI. Nelle sue prime World Series, Simmons batté con .300 con 2 fuoricampo, 5 RBI e segnò 6 punti.
La migliore annata di Simmons fu quella del 1930, quando vinse il titolo di miglior battitore colpendo con .381, oltre a 36 fuoricampo e 211 valide. Gli A's vinsero di nuovo il pennant e batterono i St. Louis Cardinals confermandosi campioni MLB. In quelle World Series, Simmons batté con .364 con 2 home run e 4 RBI.
Nel 1931, gli A's vinsero il terzo pennant consecutivo mentre Simmons fu ancora il miglior battitore della lega con .390, finendo terzo nel premio di MVP dietro a Lefty Grove e Lou Gehrig. Gli A's non riuscirono a vincere le terze World Series consecutive, venendo battuti in sette gare dai Cardinals. Nell'ultima stagione con Philadelphia, Simmons guidò la AL con 2016 valide. 
A fine settembre 1932, gli Athletics cedettero Simmons, Mule Haas e Jimmy Dykes ai Chicago White Sox in cambio di un conguaglio in denaro.. Nella prima stagione a Chicago, Simmons batté con .331 con 14 home run, 119 RBI e 200 valide. Dopo una deludente ultima stagione con i White Sox che lo vide scendere a .267, si riprese nel 1936 battendo con .327, con 13 home run, 112 RBI e 96 punti segnati con i Detroit Tigers.
Nel 1937, Simmons faticò nuovamente, questa volta con i Washington Senators, battendo con .279. Si riprese nel 1938, battendo con .302, con 21 fuoricampo e 95 RBI in 125 gare per Washington. Quei 21 home run furono un nuovo record di franchigia per i Senators. Le ultime stagioni della carriera, Simmons le passò con i Boston Braves (1939), i Cincinnati Reds (1939), i Philadelphia Athletics (1940–1941 e poi di nuovo 1944) e Boston Red Sox (1943). Nel 1999 fu inserito da The Sporting News al 43º posto nella classifica dei migliori cento giocatori di tutti i tempi.

## Palmarès

### Club
- World Series: 2

Philadelphia Athletics: 1929, 1930

### Individuale
- MLB All-Star: 3

1933–1935
- Miglior battitore dell'American League: 2

1930, 1931
- Leader dell'American League in punti battuti a casa: 1

1929